# Ґортатово (Великопольське воєводство)
Ґортатово (пол. Gortatowo, нім. Eberbach) — село в Польщі, у гміні Сважендз Познанського повіту Великопольського воєводства.
Населення — 479 осіб (2011).
У 1975-1998 роках село належало до Познанського воєводства.

## Демографія
Демографічна структура станом на 31 березня 2011 року:
|          | Загалом | Допрацездатний вік | Працездатний вік | Постпрацездатний вік |
| -------- | ------- | ------------------ | ---------------- | -------------------- |
| Чоловіки | 247     | 64                 | 163              | 20                   |
| Жінки    | 232     | 50                 | 147              | 35                   |
| Разом    | 479     | 114                | 310              | 55                   |